# Ferrol (Espagne)
 (août 2020).
Si vous disposez d'ouvrages ou d'articles de référence ou si vous connaissez des sites web de qualité traitant du thème abordé ici, merci de compléter l'article en donnant les références utiles à sa vérifiabilité et en les liant à la section « Notes et références ».
Pour les articles homonymes, voir Ferrol.
Ferrol est une ville portuaire de la province de La Corogne en Galice en Espagne. C'est le chef-lieu de la comarque de Ferrolterra. Les habitants du Ferrol et de la comarque sont appelés Ferrolans (en espagnol, ferrolanos), ártabros ou departamentales.
Ferrol avec une population de 64 785 habitants en 2021 est la septième ville de Galice. Son secteur urbain avec les villes satellites connues sous le nom de Ferrolterra, une population de 200 000 habitants environ et une infrastructure navale (arsenaux, hôpital militaire, etc.), est une des zones les plus industrialisées de Galice.
C'est là qu'est né le général Franco, chef des nationalistes espagnols durant la guerre civile espagnole puis dictateur de l'Espagne.

## Géographie

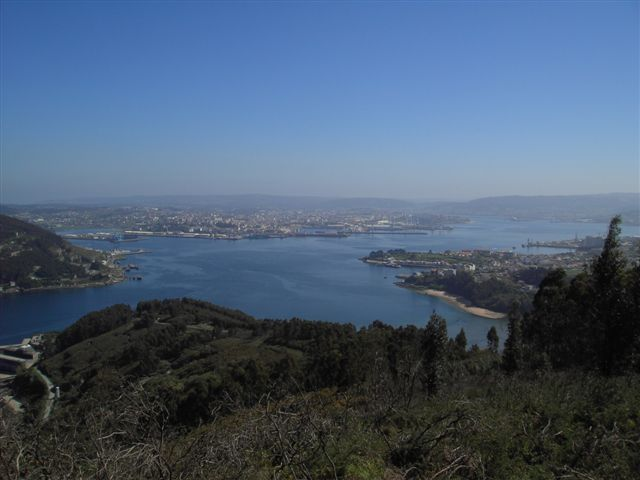
Mugardos et Ferrol.

Ferrol est une ville maritime construite par et pour la mer : la pêche, les chantiers navals, la défense du territoire. La ville est un centre névralgique, commercial et de travail de la comarque : c'est la troisième concentration urbaine de Galice.
La ria du Ferrol est l'embouchure de la grande rivière de Xuvia, entre les extrémités des caps Prioriño et Segaño et elle est protégée des vents et des intempéries par les montagnes de Montefaro et La Graña. La ría du Ferrol et celles de La Corogne, Betanzos et Ares forment le golfo ártabro ou arco ártabro, dénommé ainsi par le géographe Otero Pedrayo et Portus Magnus Artabrorum par les géographes gréco-romains Strabon, Pomponius Mela et Pline. Ce golfe, situé entre la côte de la Mort et la ría do Burgo (correspondant à la ria de La Corogne) présente une identité non seulement géographique, mais aussi économique et culturelle.
Sa situation privilégiée, dans la partie septentrionale d'une vaste baie, face à l'océan Atlantique, fait que Ferrol jouit d'un climat océanique, avec des températures douces toute l'année et des précipitations modérées. A Ferrol, le  pourcentage de nébulosité comprend d'importante variation saisonnière tout au long de l'année et un climat humide plutôt tempéré.
Les 81,9 km2 de surface de la ville offrent une succession permanente de contrastes : croquis médiévaux avec des rues étroites et des maisons avec des galeries face à des constructions militaires imposantes, plages ouvertes sur l'océan face à des châteaux fortifiés qui dominent la ria. La ville est réputée pour ses activités portuaires.

## Histoire
Le territoire ferrolan conserve de nombreux sites archéologiques qui attestent de la longue occupation de la région au cours de l’histoire.
Les traces les plus anciennes se situe sur les collines aux alentours de Brìon, connu sous le nom de Monte de Chá de Bríon, et à Espadañido, oú se situe de nombreux tumulus mégalithique rattachée au néolithique entre 5000 et 2500 av. J.-C.
Du contact maritime entre les habitants des côtes de l’actuel Galice, Irlande, l’ouest de la France et de la Grande-Bretagne a émergé une culture connue sous le nom de l’âge de bronze atlantique. Vers 1500 av. J.-C., se crée les premiers villages Chalcolithique oú l’on commence à utiliser les premiers outils de métal (cuivre) et surgissent de nombreux pétroglyphes. Aux alentours de Ferrol, sur el monte de Chamorro, se trouvent le groupement de pétroglyphes le plus significatifs de cette période.
L’âge du fer, environ 900-800 av. J.-C., est ouvert avec l’utilisation du fer, un métal plus résistant constituant un progrès technologique. Le type de site le plus caractéristique de cette période est la colline fortifiée, dont certains des meilleurs vestiges parsèment le territoire de Ferrol. Plus d'une douzaine d'entre eux sont encore visibles, avec une grande variété de typologies : côtiers ou péninsulaires tels que les collines fortifiées de Lobadiz et Santa Comba, celles situés sur des sommets de collines tels que Tralocastro, Croa de Fontá ou Santa Mariña, ainsi que des collines fortifiées de plaines tels que ceux de Leixa ou Gafos.
Grâce aux descriptions des historiens greco-latins tels que Pomponius Mela, Strabon ou Pline, nous savons que ces fortifications appartenaient au groupe de peuples celtes ou du moins de langue celtique connus sous le nom de Galiciens. Il est toutefois plus difficile de déterminer le nom exact du peuple galicien qui a habité les collines fortifiées de Ferrol et de sa région. Alors que certains auteurs attribuent aux Artabres la colonisation de ces terres - il est connu que Pomponius Mela a baptisé un port important des Rias Altas galiciennes du nom de Magnus Portus Artabroum (« grand port des Artabres ») - d'autres chercheurs, en particulier ces dernières années, penchent plutôt pour les Trasancos. Ce nom, qui est apparu à la fin du VIe siècle, serait soutenu par la découverte d'une inscription à proximité de la colline fortifiée de Santa Comba, qui relierait ce groupe au culte d'une divinité galicienne telle que Reve/Reue.
Ces populations sont définitivement devenues partie intégrante de l'Empire romain lorsque Octavien Auguste s'est imposé militairement vers 19 av. J.-C. Comme la plupart des collines fortifiées galiciennes, ceux des terres de Ferrol ont continué à être habités, bien qu'ils aient progressivement disparu au profit d'un nouveau type d'exploitation romaine, les villae. Faisant partie de la province romaine de Gallaecia, les villae qui se sont établies aux pieds de la ria de Ferrol entre les IIIe et VIe siècles se sont spécialisées dans l'exportation de produits de la mer et de conserves. Des exemples en sont les sites archéologiques de la villa de Noville (Mugardos) et de Cariño (Ferrol), la première étant une villa à la fin de la période romaine et la seconde une usine de l'époque impériale.
Après diverses dominations locales, Henri II a donné la ville à la casa de Andrade, famille noble galicienne dont les titres et possessions ont été rattachés depuis à la casa de Alba (Ducado de Alba de Tormes). On l'a d'abord considéré comme un arsenal important et ensuite comme port sûr sous la Maison d'Autriche. Pendant le règne de Philippe II quelques-unes des fortifications existantes à l'entrée de l'estuaire consistant en différents murs et châteaux défensifs ont été construites et existent toujours aujourd'hui où une partie de l'Invincible Armada chercha refuge localement pour se protéger au retour d'une mission militaire et à connotation religieuse en Angleterre. Avec l'arrivée des Bourbons la ville et le port de Ferrol sont devenus un centre naval principal, et pour la première fois, l'immense importance stratégique du port a été mise en avant par l'Organisation de la force navale espagnole, créée sous Ferdinand VI et Charles III pour la défense de Empire colonial espagnol en Amérique.

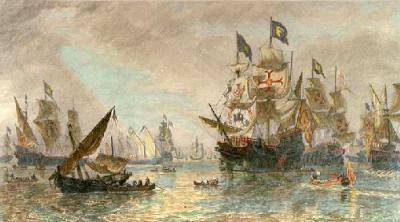
L'Invincible Armada au port de Ferrol en 1588.

Les améliorations rapides et bien projetées ont suivi, et la position de Ferrol a été rendue presque inattaquable à partir de la mer, des difficultés des troupes de débarquement sur son côte abrupt intensifiées par une ligne protectrice totalement renforcée par des forteresses et des châteaux nouvellement construits, en particulier San Carlos ; qui, au cours des siècles, a presque complètement disparu. Les Chantiers royaux de construction navale de La Graña et du Ferrol, ont été construits entre 1726 et 1783 et les bateaux produits protégés avec les feuilles de cuivre des laminoirs de Xubia. En 1772, l'Académie royale espagnole des ingénieurs navals de Ferrol a été créée — le premier pour une telle académie en Espagne.
Un déclin s'exerce pendant le règne de Charles IV, et en 1800, après que les défenses eurent été enlevées, une flotte britannique de 109 navires s'assemble sur la plage de Doniños pour prendre le château de San Felipe. Bien que seulement équipé de peu d'artillerie, la petite force de défense du château sous le commandement du comte Donadio et aidé par des citoyens de Ferrol, a avec succès résisté à l'attaque et la flotte s'est retirée.
Les arsenaux et la forteresse sont restés abandonnés et ils ont été facilement occupés par les Français en 1809.
L'alliance avec l'Angleterre pendant la guerre de l'indépendance n'a pas empêché la détérioration dans les fortunes de la ville et, sous Ferdinand VII, Ferrol est devenue une ville « morte », perdant son titre de capitale. Les nouvelles activités ont pris naissance, cependant, pendant l'administration du marquis de Molina, ministre des affaires navales au XIXe siècle.
Dix ans après la guerre Hispano-Américaine de 1898, quand Cuba et les Philippines sont perdus par l'Espagne, le gouvernement de Antonio Maura, afin d'essayer de reconstituer la marine espagnole et l'industrie espagnole de construction navale ont loué à la société espagnole pour la construction navale (dont les investisseurs principaux étaient les sociétés britanniques : John Brown, Vickers et Armstrong) les yards de construction navale, les ateliers, les fonderies et les cales sèches dans Ferrol.

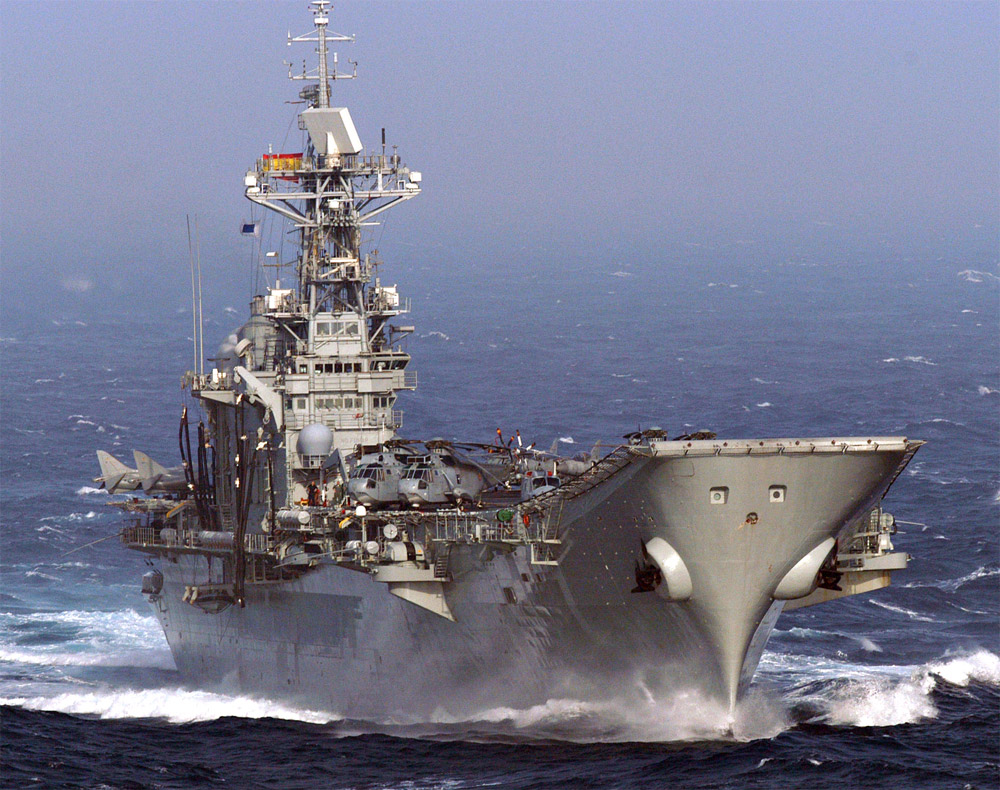
Porte-aéronefs Príncipe de Asturias construit dans les chantiers navals du Ferrol.

Pendant une période de seize ans, tous les techniciens étaient exclusivement anglais et la situation est restée inchangé jusqu'en 1925, quand la gestion a été reprise par des ingénieurs espagnols, en tant qu'une des nouvelles politiques présentées par le gouvernement nouvellement créé puis, y compris des ministres civils et militaires, du dictateur Miguel Primo de Rivera (1923-1930).
En vue de la guerre civile, et parce qu'il y avait crainte du malaise social dans la base navale, le Foreign Office à Londres, a organisé le rapatriement de tous les citoyens britanniques restants le 22 juillet 1936. La HMS Witch (D89), dont le capitaine est B.A. Warburton-Warburton-Lee, partit de Ferrol vers la Grande-Bretagne. La guerre civile espagnole (1936-1939) a signifié que les chantiers de construction navale, les ateliers, les fonderies et les cales sèches du Ferrol ont été pris en charge par l'État et entièrement nationalisés en 1945 sous le nom de « Bazàn », plus tard renommé « IZAR » et, à partir de janvier 2005, Navantia. La ville a également été le lieu de naissance des personnalités nationales et internationales : hommes et femmes des lettres, hommes d'État, politiciens et autres, parmi lesquelles Francisco Franco, qui donna son nom à la ville, officiellement connue comme El Ferrol del Caudillo de 1938 à 1982. La fin de la dictature et l'arrivée de la démocratie en 1978 n'ont pas aidé Ferrol et de 1982 au début des années 1990, les nombreux problèmes rencontrés par la ville sont dus à un déclin dans le secteur naval. Le début du nouveau millénaire, cependant, a été un moment d'expansion économique et de prospérité en général. Une nouvelle autoroute et un port-externe ont été récemment construits ; rendant les communications par voie terrestre et maritime beaucoup plus faciles et rapides.

## Démographie
Pendant les dernières décennies une partie de la population du Ferrol s'est déplacée vers les villes satellites telles Narón [réf. nécessaire]. Par suite de cela, quoique la population globale de Ferrolterra soit restée à peu près identique, la population de la base navale semble avoir été réduite considérablement lord d'une phase d'expansion économique [réf. nécessaire].
| 1991   | 1996   | 2001   | 2004   | 2020   | 2022   |
| ------ | ------ | ------ | ------ | ------ | ------ |
| 77 030 | 91 000 | 80 347 | 77 859 | 65 560 | 64 158 |

En 2017, La ville de Ferrol comptait 154 802 habitants dans l'aire urbaine (Ferrolterra).

## Politique et administration
La commune est dirigée par un conseil de vingt-cinq membres, élus pour un mandat de quatre ans, qui à leur tour élisent le maire.
À la suite des élections municipales du 28 mai 2023, le Parti populaire détient la majorité absolue avec 13 sièges. Le PSOE occupe 7 sièges, le BNG 3 et Ferrol en commun 2.
| Période | Période  | Identité               | Étiquette        | Qualité |
| ------- | -------- | ---------------------- | ---------------- | ------- |
| 2011    | 2015     | José Manuel Rey Varela | PP               |         |
| 2015    | 2019     | Jorge Suárez Fernández | Ferrol en commun |         |
| 2019    | 2023     | Ángel Mato Escalona    | PSOE             |         |
| 2023    | en cours | José Manuel Rey Varela | PP               |         |

## Économie

### Secteur naval
Au début du XXIe siècle, la construction navale est une des principales activités de la ville avec notamment la présence de la société Navantia. Ferrol est le siège du commandement de l'une des quatre régions de la force navale espagnole depuis la période des premiers Bourbons d'Espagne.
Au XVIIe siècle, Ferrol était l'arsenal le plus important d'Europe[réf. nécessaire]. La ville est le lieu de naissance de Francisco Franco en 1892, et a été officiellement connue El Ferrol del Caudillo de 1938 à 1982. C'est également le lieu de naissance du fondateur du parti socialiste espagnol (PSOE), Pablo Iglesias en 1850.
Ferrol, la station navale la plus importante dans le nord de l'Espagne, avec son port bien abrité et port occupé, ainsi que les chantiers navals de Navantia semble s'épanouir de nouveau, et avec lui, la zone fortement peuplée de totalité de comme Mariñas et Ferrolterra.

### Port commercial
Le port de Ferrol occupe une place importante dans l'économie de la ville. Ses deux bassins permettent d'abondants échanges de marchandises en Galice. Le port extérieur dispose d'un des plus grands terminaux à conteneurs de Galice exploité par l'entreprise FCT.

### Installations militaires
L'armée espagnole est également un pilier de la ville. La ville départementale est le siège de :
- 31 escadrilles de convois ;
- l'école des spécialités « Antonio de Escaño » ;
- l'école des spécialités de A Graña ;
- Tiers du Nord de Infantería de Marina, avec plus de 350 effectifs.

### Zones industrielles
Il existe une unique zone industrielle dans la ville, partagée avec la ville de Náron, avec une superficie de 1 337 045 m2. Il s'agit de la zone industrielle de A Gándara, urbanisée entre la fin des années 1970 et le début des années 1980. Son occupation actuelle est totale, accueillant différents concessionnaires automobiles, des magasins de jouets, de vêtements, de meubles, des stations d'essence, etc.
Au cours des années 2000, la construction d'une grande zone d'approximativement 1 480 000 m2 était prévue dans la région de Leixa-Mandiá. En raison du manque de demandes de terrain industriel, et de la grande disponibilité de la zone voisine qu'est Náron.

### Zones commerciales
Les zones commerciales de la ville sont :
- le quartier de La Magdalena : il s'agit du centre urbain de la ville disposé en forme de quadrillage, qui fut construit en 1761 et déclaré site historique artistique en 1983. Il constitue la zone de commerciale et de divertissement principale de la ville, notamment dans ses rues principales : Real, Magdalena, Igrexa, Dolores, Galiano et María ;
- route de Castilla : également connue comme « Estrada de Castela ». Artère principale de la ville à titre de boulevard commercial, elle unit la Plaza de España avec la limite municipale de Narón ;
- route de Catabois : également connue comme « Estrada de Catabois ». Sur plus de deux kilomètres, on peut trouver des magasins d'alimentation, de décorations, des banques, des ateliers mécanique, etc. Elle souligne la quantité de bâtiments hôteliers, avec des douzaines de terrasses installées sur ses amples trottoires.

## Patrimoine et culture

### Curiosités et tourisme
La maison natale du Général Franco, se situe au 108 de la rue « calle Maria » et s'ornait d'un buste qui a été l'objet de déprédations de la part de nationalistes galiciens d'extrême gauche. Sa maison natale ne s'orne désormais d'aucun signe distinctif.
En 1953 est inaugurée la place d'Espagne, l'un des symboles de la modernisation de la ville. En 1967 y est installée une statue équestre de Franco, fondue à partir des hélices d’un navire de guerre. En 1987, la police désamorce une bombe placée sous la statue, posée par des nationalistes galiciens. En 1988, un attentat à l’explosif vise la statue mais ne l'endommage pas, à l'inverse des fenêtres de la place. En 2000, elle est repeinte en rose par des activistes de l'« Assemblée populaire du Nord-Ouest », dans le contexte des débats concernant le maintien de symboles du franquisme en Espagne. Finalement, en 2002, elle est transférée dans la cour intérieure du musée naval de la ville, un emplacement jugé plus discret.
À Ferrol, il existe de nombreux monuments qui évoquent l'histoire de la ville.
- Le musée navale de Ferrol
- La fondacion Exponav (Exposition nacionale de la construction naval)
- Le musée de la Semaine de Pâques de Ferrol à ouvert ses portes en 2018. Il relate l'histoire de cette fête à travers plusieurs images et des objects d'exposition.
- Le musée de l'histoire naturelle retrace l'histoire de la société Galicienne.
- Les Menidas de Canido est une initiative de Eduardo Hermida. Le concept consiste à sublimer les bâtiments qui se dégradent avec le temps, grâce aux streets arts.
- Le casino de Ferrolano a été fondé en 1850, c'est un lieu rempli d'histoire. Il regroupe des personnes partageant les mêmes centres d'intérêts. En 1934, le casino crée un club de tennis, depuis il propose de nombreuses activités.

### Pèlerinage de Saint-Jacques-de-Compostelle
La ville n'a pas échappé au mouvement pèlerin et le port de Ferrol a été (et est toujours) un lieu de référence pour le débarquement des marins à destination de Saint-Jacques-de-Compostelle. Le Camino inglés du Pèlerinage de Saint-Jacques-de-Compostelle part du Ferrol et, ou de La Graña, les deux ports les plus importants pour les pèlerins arrivant par la mer.

### Sport
La ville dispose de son propre stade, le Stade de A Malata, dans lequel évolue le principal club de football de la ville, le Racing de Ferrol. Le club a été fondé en 1919.

### Jumelages
- Mondoñedo (Espagne) (2004)
- Lugo (Espagne) (2000)
- Águeda (Portugal) (1999) [10]

### Personnalités nées à Ferrol
- Alonso Pita da Veiga (XVIe siècle), a capturé François Ier à la bataille de Pavie.
- Bartolomé José Crespo Borbón, dramaturge cubain.
- Juan Lembeye (1816-1889), ornithologue.
- Benito Vicetto Pérez (1824-1878), figure de la Renaissance galicienne en littérature.
- Jenaro Pérez Villaamil (XIXe siècle), peintre du mouvement romantique galicien.
- José Canalejas (1854-1912), homme politique régénérationniste.
- Concepción Arenal (XIXe siècle), fondatrice du mouvement féministe en Espagne.
- Patricio Montojo (XIXe siècle), amiral pendant la guerre hispano-américaine.
- Ramon Pla (gl), marquis d'Amboage (1823-1892), homme politique.
- Pablo Iglesias Posse (1850-1925), fondateur du socialisme en Espagne.
- Aurora Rodríguez Carballeira (1879-1955), mère de l'enfant prodige et jeune féministe espagnole Hildegart Rodríguez Carballeira[11].
- Nicolás Franco (1891-1977), frère du général Franco.
- Francisco Franco (1892-1975), chef de l'État espagnol de 1939 à 1975.
- Ramón Franco (1896-1938), aviateur, frère du général Franco.
- María de los Ángeles Alvariño González (1916-2005), océanographe.
- Ricardo Carvalho Calero (1910-1990), professeur de littérature et de linguistique galiciennes.
- Gonzalo Torrente Ballester (1910-1999), écrivain, lauréat du prix Cervantes.
- Ernesto Guerra da Cal (1911-1994), écrivain espagnol exilé aux États-Unis sous le franquisme[12].
- Mabel Rivera (es), actrice.
- Jesús Vázquez Martínez, célébrité nationale de télévision.
- Paloma Pérez-Lago González, célébrité nationale de télévision.
- Carlos Jean, producteur de musique.
- Paula Vazquez (es), célébrité nationale de télévision.
- Nacho Novo, né en 1979, footballeur.
- Xesús Constela Doce , né en 1963 est un écrivain espagnol de langue galicienne.
- Alberto Gracia, né en 1978, artiste multidisciplinaire, acteur du film Romeria de Carla Simón, sélectionné en compétition officielle du Festival de Cannes 2025, tourné en Galice.